# Paranthrene dukei
Paranthrene dukei is een vlinder uit de familie wespvlinders (Sesiidae), onderfamilie Sesiinae.
Paranthrene dukei is voor het eerst wetenschappelijk beschreven door Bartsch in 2008. De soort komt voor in het Afrotropisch gebied.